# Hôtel de la Caisse d'épargne de Saumur
L'hôtel de la Caisse d'épargne est un bâtiment du début du XXe siècle situé à Saumur, en France. Il a autrefois accueilli un établissement bancaire, pour lequel il a été construit.

## Situation et accès
L'édifice est situé au no 1 de la rue du Puits-Tribouillet, au sud du centre-ville de Saumur, et plus largement 
l'est du département de Maine-et-Loire.

## Histoire

### Première pierre
La cérémonie de pose de la première pierre a lieu le 15 mai 1901, à 16 h,. Elle est présidée par le directeur du secrétariat au ministère du Commerce, Violette, délégué par le ministre Alexandre Millerand et se fait en présence du maire de Saumur, Joseph-Henri Peton ; du sous-préfet de Saumur, Jean Gaitet ; du général de la Celle, commandant de l'École de cavalerie ; du lieutenant-colonel Abonneau ; du commandant Varin ; du commandant Espuig ; des directeurs de la Caisse d'épargne ; du conseil municipal de Saumur ; des membres du tribunal. Le préfet de Maine-et-Loire, André de Joly, s'est excusé de son absence.
Peton fait un discours dans lequel il rappelle l'historique de la Caisse d'épargne et qu'il termine en félicitant le gouvernement, le délégué, les constructeurs et les administrateurs de la Caisse d'épargne. Violette prend aussi la parole et met en avant les travaux effectués par le ministre du Commerce et celui des Finances, notamment relatifs à la « loi de retraite pour la vieillesse ». Au cours de cette cérémonie couronnée de fleurs, Violette attache la médaille d'honneur sur la poitrine de quelques travailleurs, qui l'ont pourtant déjà acquise depuis longtemps. En guise de capsule temporelle, la première pierre renferme le procès-verbal et des pièces commémoratives. L'adjoint Simon lit d'abord le procès-verbal et Violette, assisté par les autres notabilités, frappe cette pierre d'un marteau enrubanné.
La cérémonie terminée, un concert est organisé par les enfants des écoles sous le kiosque du square du Théâtre,. Le public se disperse ensuite à l'heure du dîner. Les notabilités se réunissent au théâtre, où on sert à Violette un « filet madère » avec un vin d'Anjou. Sous l'éclairage des becs Auer, on porte plusieurs toasts pendant que se produit la Musique municipale dirigée par Graff. À partir de 21 h 30, un feu d'artifice sur la place de la République est admiré par l'assistance, ce qui conclut ainsi la fête,.

### Construction et inauguration
Le gros œuvre achevé, les sculpteurs façonnent d'abord la façade de la rue Dacier puis procèdent à celle de la rue Puits-Tribouillet. Vers la fin de l'année 1902, une partie de la façade principale est encore dépourvue de sculptures et l'aménagement intérieur est peu avancé. En raison d'élections, le nouvel édifice se passe d'une cérémonie d'inauguration ministérielle, tout comme pour le marché couvert de la place Saint-Pierre construit à même époque.

## Structure
L'édifice s'élève sur trois niveaux. Sur les parties latérales de la façade principale, au niveau du rez-de-chaussée, sont gravées deux inscriptions ornementées : « PRÉVOYANCE » à gauche et « TRAVAIL » à droite, valeurs promues par les caisses d'épargne ; au niveau du premier étage, deux dates ressortent : « 1835 », date de fondation de l'institution et « 1902 », celle de l'hôtel. Sur la travée centrale de la même façade, au second étage, un fronton plastorne l'édifice avec le blason de la ville.